# Goura de Victoria
Goura victoria
Espèce
Statut de conservation UICN

 NT  : Quasi menacé
Statut CITES
Le Goura de Victoria, (Goura victoria), également appelé pigeon Mambruk, est une espèce d'oiseau columbiforme de la famille des Columbidae, endémique de la Nouvelle-Guinée. Plusieurs sous-espèces de cette espèce ont été identifiées.

## Description
Il est le plus grand pigeon, atteignant une longueur de 73 à 75 centimètres. Cet oiseau présente une coloration gris-bleuâtre, une crête élégante de couleur bleue, une poitrine châtain et un iris rouge. Il se distingue facilement par les pointes blanches caractéristiques sur sa crête. Les femelles pondent un seul œuf, qui éclot après une période d'incubation d'environ 30 jours.

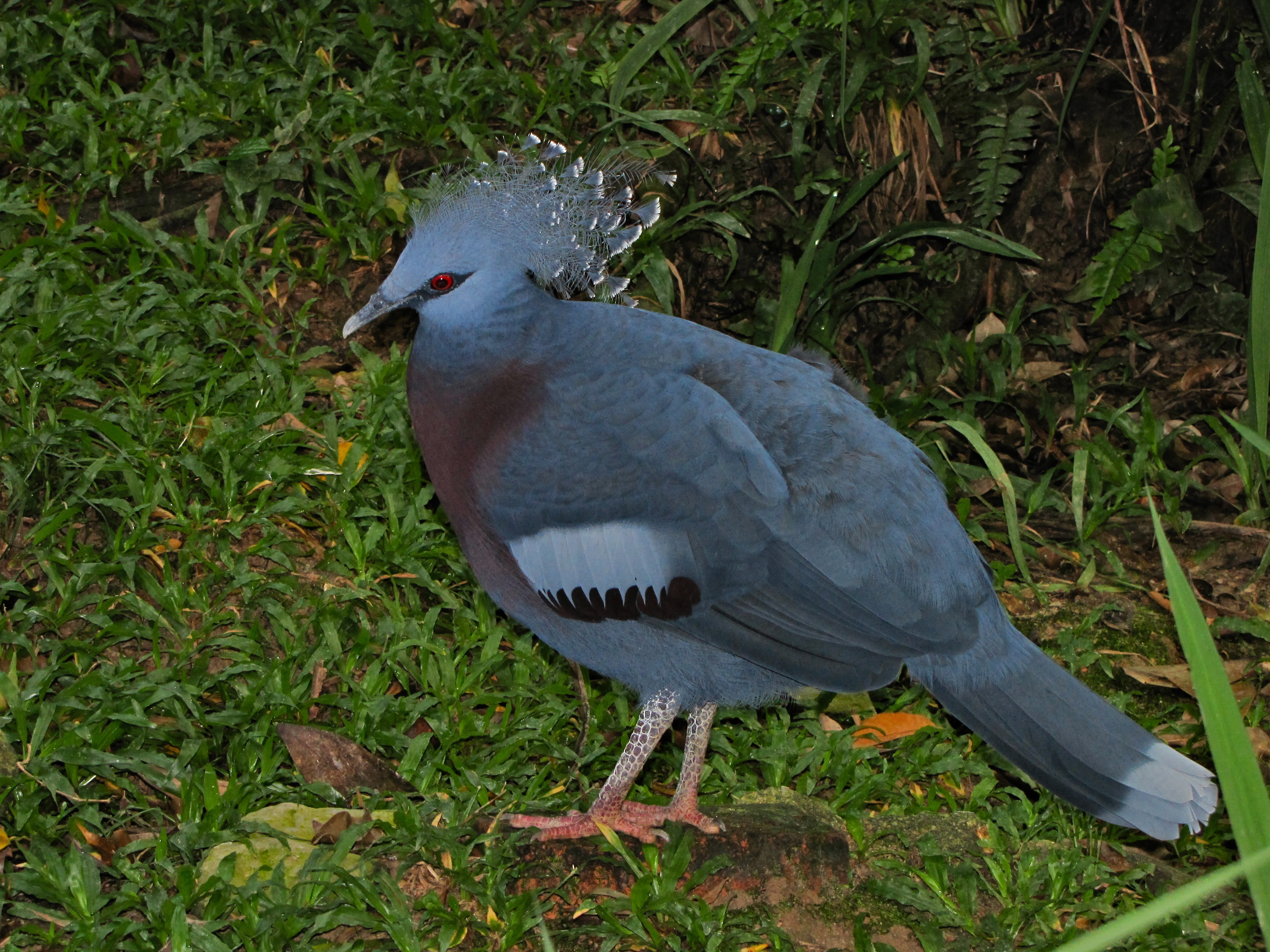
Goura de Victoria du Kuala Lumpur Bird Park.
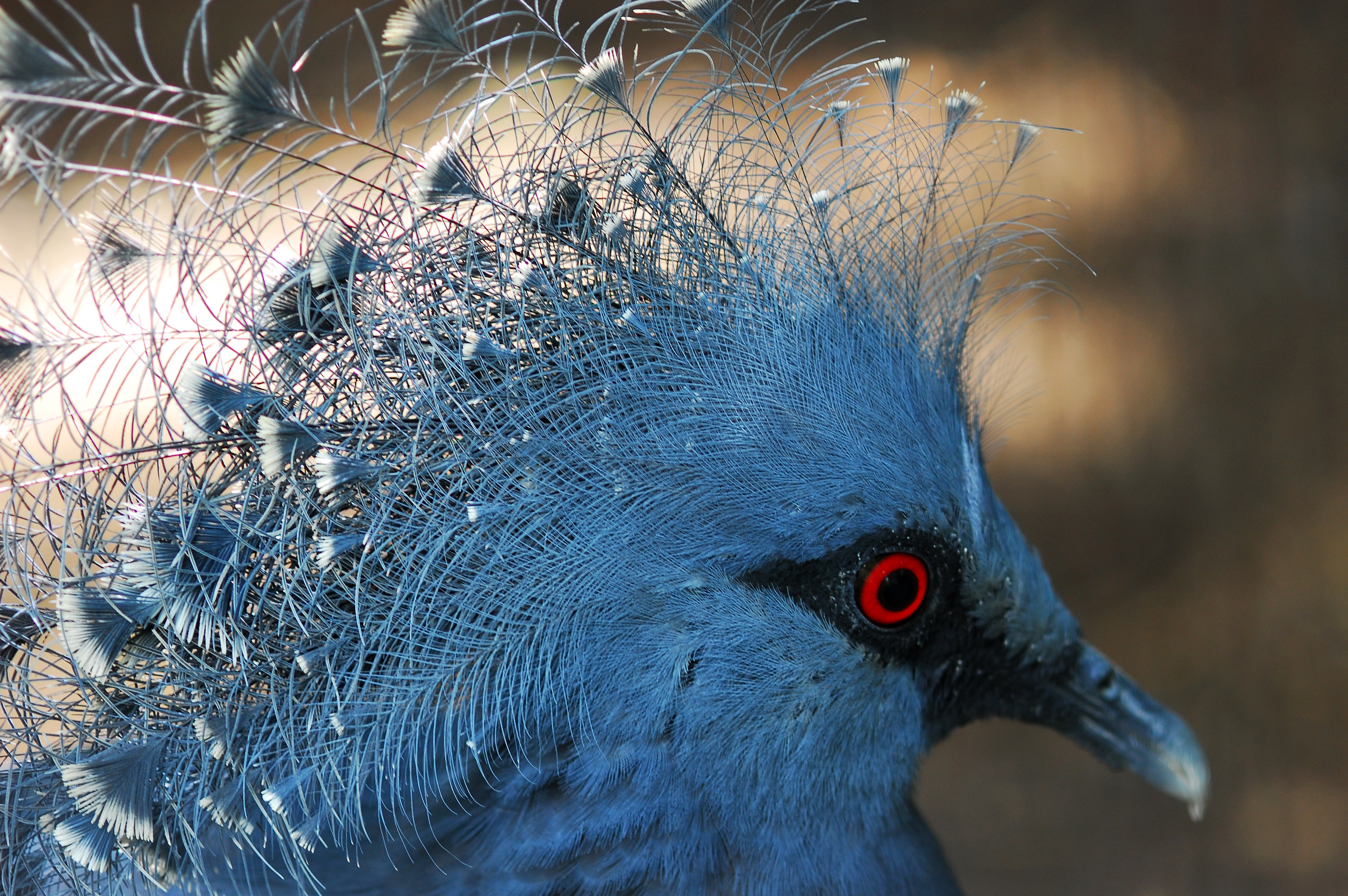
Un Goura de Victoria aperçu à Port Moresby.
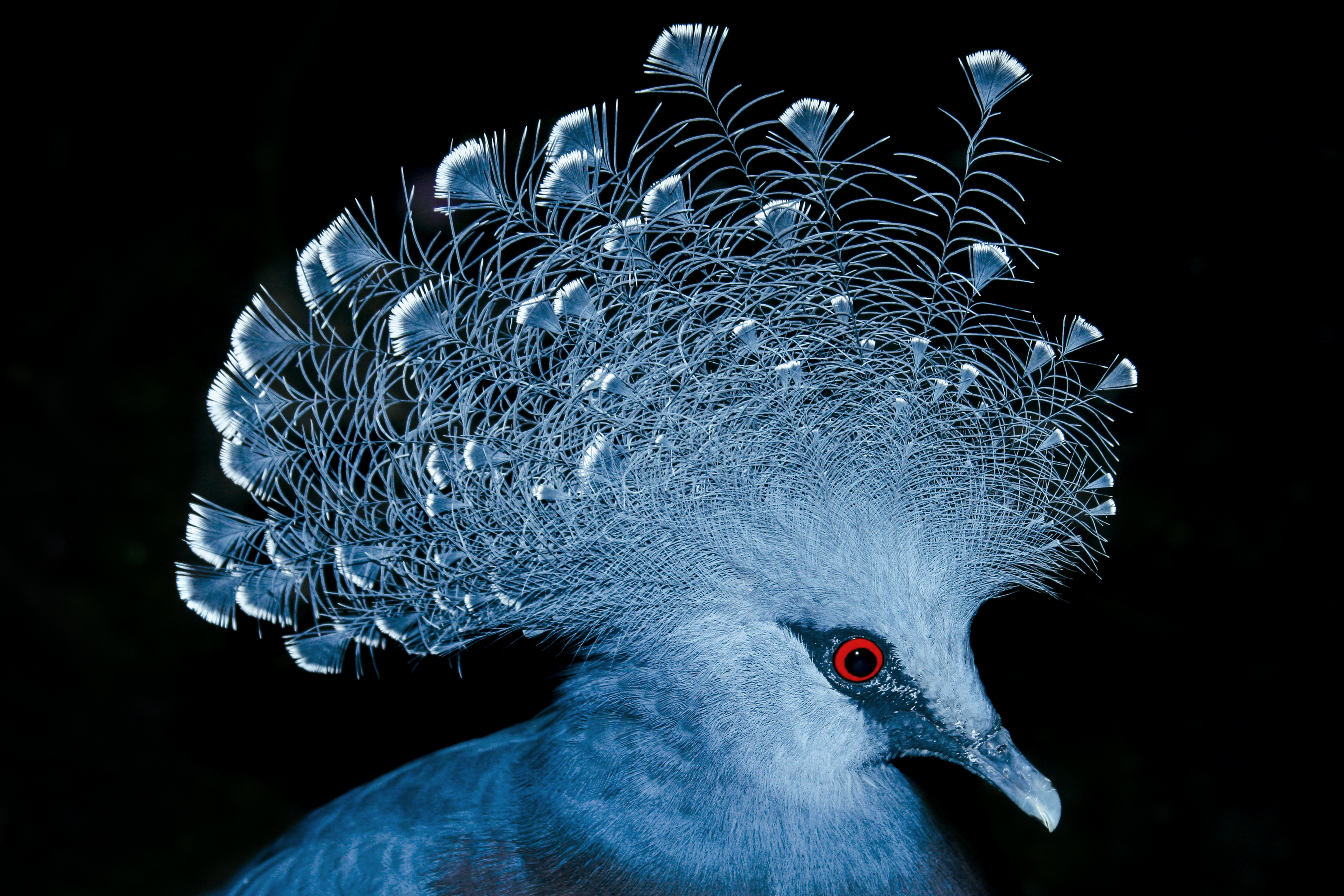
Un goura de Victoria au zoo de Servion en Suisse, août 2007.

## Histoire naturelle
Il habite les forêts de plaine du nord de la Nouvelle-Guinée ainsi que les îles environnantes. Son régime alimentaire est principalement composé de fruits, de graines et d'invertébrés. En raison de la destruction continue de son habitat et de la chasse pour ses plumes et sa viande, cette espèce est classée comme quasi menacée par l'Union internationale pour la conservation de la nature (UICN) sur la Liste rouge des espèces menacées. De plus, elle est inscrite à l'Annexe II de la Convention sur le commerce international des espèces de faune et de flore sauvages menacées d'extinction (CITES).

## Sous-espèces
Deux sous-espèces de Goura victoria sont reconnues :
- Goura victoria victoria - Îles Yapen et Biak (Nouvelle-Guinée).
- Goura victoria beccarii - Nord de la Nouvelle-Guinée.

## Culture
Il est représenté sur les armoiries de la Papouasie occidentale.